# 대구교통공사 1000호대 전동차
대구교통공사 1000호대 전동차는 대구 도시철도 1호선의 통근형 전동차다. 1997년 전 차량이 한진중공업에서 제작되었다. 총 36편성 216량이었지만, 2003년 2월 18일의 중앙로역 방화 사건으로 2편성이 폐차되어, 현재 총 6량 34개 편성(204량)이 운행하고 있다.

## 구분

### 1차분 (1996년3월 1일~1997년4월)
해당 편성: 101~136편성(총 36편성)
제작사: 한진중공업
1996년 3월 1일부터 1997년 4월까지 제작되어 1996년 7월 25일을 시작으로 1997년 4월까지 반입했다.

### 2차분 (2035년)
해당 편성: 101~136편성(총 36편성)
제작사: 미정
1차분을 대체할 열차이다.

## 기술 사양
대한민국에서 2번째로 제작된 18M급 중형 전동차다. 또 대한민국 최초의 18M급 4도어 및 경량스테인레스, VVVF-GTO 방식을 채용한 중형 전동차며, 독일 지멘스사에서 제작한 VVVF-GTO 인버터를 사용하였다. 단, 101편성은 부품 노후화 대수선의 일환으로, 일본 히타치 제작소와 기술 제휴로 다원시스에서 국산화한 VVVF-IGBT로 교체되었고 그 외에도 4편성이 추가로 다원시스제 부품으로 교체됐다. 대구도시철도공사 1000호대 전동차 이후로, 해외 중 대한민국에서 신조된 18M 중형 전동차들은 4도어 형식이 정착하게 되었다.

## 편성
현재 6량 1편성으로 운행되고 있는 통근형 전동차이며, 향후 8량으로 증량할 수 있다.
|           | ◇◇              |                 | ◇◇              |                 |       |  |
| 11XX      | 12XX            | 14XX            | 16XX            | 17XX            | 18XX  |  |
| Tc        | M'              | T               | M'              | M               | Tc    |  |
| ←설화명곡 | ※XX는 편성 번호 | ※XX는 편성 번호 | ※XX는 편성 번호 | ※XX는 편성 번호 | 하양→ |  |

| 객차번호 | 설치된 전장품 |
| -------- | ------------- |
| 11XX     | Tc1           |
| 12XX     | M1            |
| 14XX     | T1            |
| 16XX     | M1            |
| 17XX     | M2            |
| 18XX     | Tc2           |

## 배속
- 101~117편성: 월배차량사업소, 6량[3]
- 119~129, 131~136편성: 안심차량사업소, 6량[4]

## 현재 운행구간
- ● 대구 도시철도 1호선: 설화명곡 - 하양(대구가톨릭대학)역

## 현황
현재 운행 중인 차량은 굵은 글씨로 표시했다.
| 차호        | 도입 시기 | 운행 중단 시기 | 비고                                                             |
| ----------- | --------- | -------------- | ---------------------------------------------------------------- |
| 101 편성    | 1996년    | 운행 중        | 추진제어장치가 지멘스 GTO에서 다원시스 IGBT로 변경되었다.        |
| 102 편성    | 1997년    | 운행 중        |                                                                  |
| 103 편성    | 1997년    | 운행 중        |                                                                  |
| 104 편성    | 1997년    | 운행 중        | 추진제어장치가 지멘스 GTO에서 다원시스 IGBT로 변경되었다.        |
| 105 편성    | 1997년    | 운행 중        |                                                                  |
| 106 편성    | 1997년    | 운행 중        |                                                                  |
| 107 편성    | 1997년    | 운행 중        |                                                                  |
| 108 편성    | 1997년    | 운행 중        |                                                                  |
| 109 편성    | 1997년    | 운행 중        | 추진제어장치가 지멘스 GTO에서 다원시스 IGBT로 변경되었다.        |
| 110 편성    | 1997년    | 운행 중        |                                                                  |
| 111 편성    | 1997년    | 운행 중        |                                                                  |
| 112 편성    | 1997년    | 운행 중        |                                                                  |
| 113 편성    | 1997년    | 운행 중        |                                                                  |
| 114 편성    | 1997년    | 운행 중        |                                                                  |
| 115 편성    | 1997년    | 운행 중        |                                                                  |
| 116 편성    | 1997년    | 운행 중        |                                                                  |
| 117 편성    | 1997년    | 운행 중        |                                                                  |
| 구 118 편성 | 1997년    | 2003년         | 대구 지하철 화재 참사의 여파로 전소되었다. 현재 말소된 편성이다. |
| 119 편성    | 1997년    | 운행 중        |                                                                  |
| 120 편성    | 1997년    | 운행 중        |                                                                  |
| 121 편성    | 1997년    | 운행 중        |                                                                  |
| 122 편성    | 1997년    | 운행 중        |                                                                  |
| 123 편성    | 1997년    | 운행 중        |                                                                  |
| 124 편성    | 1997년    | 운행 중        | 추진제어장치가 지멘스 GTO에서 다원시스 IGBT로 교체되었다.        |
| 125 편성    | 1997년    | 운행 중        |                                                                  |
| 126 편성    | 1997년    | 운행 중        |                                                                  |
| 127 편성    | 1997년    | 운행 중        |                                                                  |
| 128 편성    | 1997년    | 운행 중        | 추진제어장치가 지멘스 GTO에서 다원시스 IGBT로 교체되었다.        |
| 129 편성    | 1997년    | 운행 중        |                                                                  |
| 구 130 편성 | 1997년    | 2003년         | 대구 지하철 화재 참사의 여파로 전소되었다. 현재 말소된 편성이다. |
| 131 편성    | 1997년    | 운행 중        |                                                                  |
| 132 편성    | 1997년    | 운행 중        |                                                                  |
| 133 편성    | 1997년    | 운행 중        |                                                                  |
| 134 편성    | 1997년    | 운행 중        |                                                                  |
| 135 편성    | 1997년    | 운행 중        |                                                                  |
| 136 편성    | 1997년    | 운행 중        | 추진제어장치가 지멘스 GTO에서 다원시스 IGBT로 교체되었다.        |

## 사진

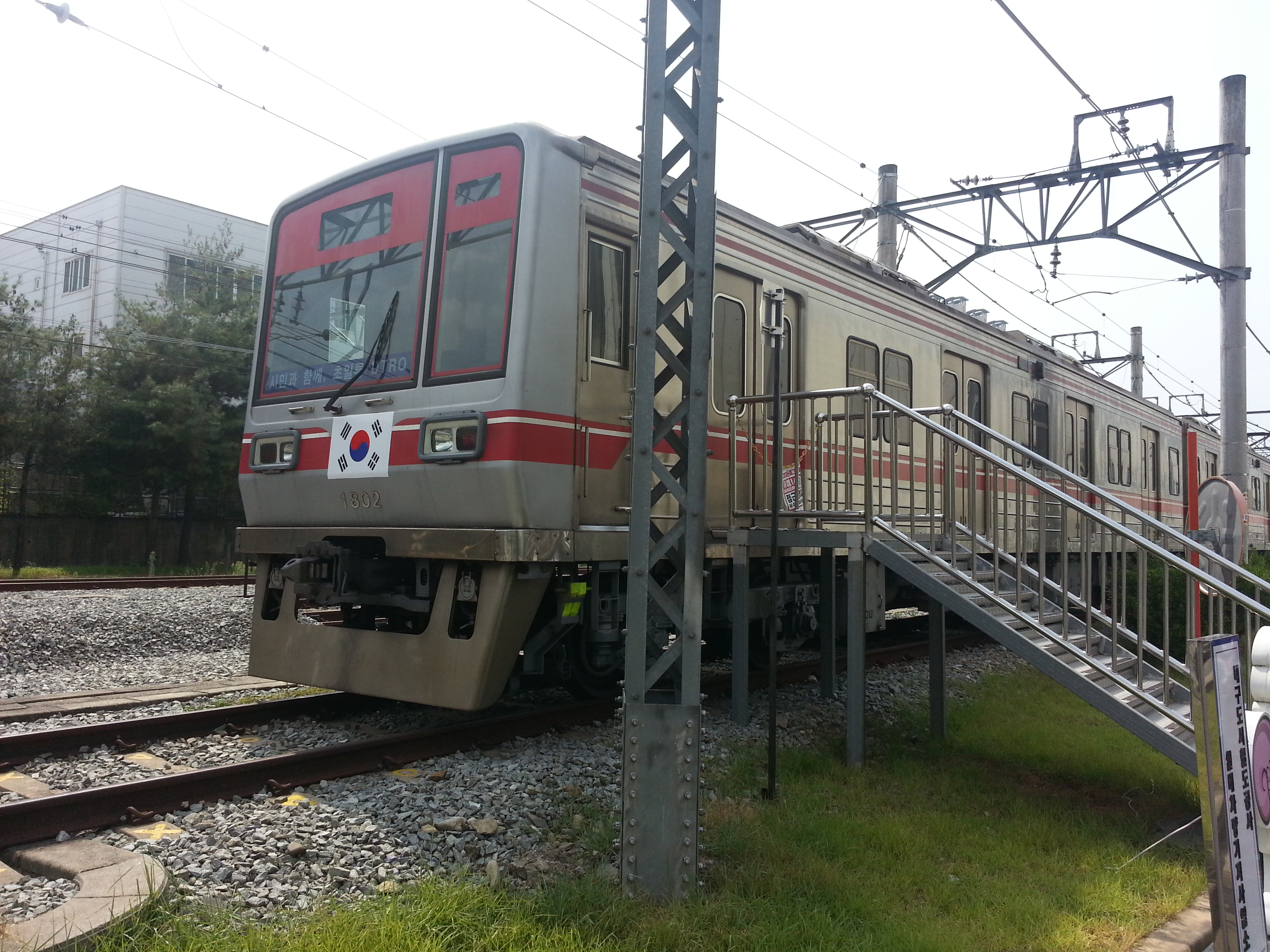

## 불연재 교체
2003년 대구 지하철 화재 참사 이후 현대로템에서 모든 내장재를 불연재로 교체하였다.

## 참조
1. ↑  “Siemens Mobility - Details”. 2016년 3월 5일에 원본 문서에서 보존된 문서. 2010년 6월 7일에 확인함.
2. ↑  대구도시철도공사 - 공사현황 - 시설장비현황 - 차량
3. ↑  118편성 중앙로역 화재참사로 인한 전소로 결번 및 차적 삭제
4. ↑  130편성 중앙로역 화재참사로 인한 전소로 결번 및 차적 삭제

## 같이 보기
- 대구교통공사 2000호대 전동차
- 대구교통공사 3000호대 전동차